# Flöten-Ewald
Flöten-Ewald (eigentlich Ewald Mergemeier, * 1929 in Lippstadt; † 11. Januar 1992 in Soest) war ein selbständiger Dienstmann am Bahnhof Lippstadt, Kunstpfeifer und stadtbekanntes Original.

## Leben und Beruf
Der an Epilepsie leidende Mergemeier fuhr nach dem Zweiten Weltkrieg zum Hamstern über die Dörfer.
Später arbeitete er dann jahrzehntelang als selbständiger Dienstmann (Gepäckträger) am Bahnhof Lippstadt, wo er bald als „Flöten-Ewald“ bekannt wurde. Er trug eine weiße Dienstmütze mit blankpoliertem Messingschild mit der Inschrift „Selbständiger Dienstmann“ und benutzte eine Handgepäckkarre, mit der er in der Innenstadt Gepäck oder Fracht vom Bahnhof auslieferte bzw. zum Bahnhof brachte. Er war auch als „wandelndes Kursbuch“ bekannt, da er anscheinend alle Zugverbindungen von und nach Lippstadt mit Anschlussverbindungen auswendig kannte.
Flöten-Ewald beherrschte die Kunst, eine Vielzahl von Musikstücken aus Oper, Operette, Schlager oder Pop mehrstimmig zu pfeifen, war schlagfertig und hatte immer einen guten Spruch auf den Lippen. Mergemeier trat als Kunstpfeifer bei Veranstaltungen und beim Westdeutschen Rundfunk auf. Thomas Valentin soll ihn in einem seiner Fernsehspiele verewigt haben.
In späteren Jahren versuchte die Deutsche Bundesbahn, ihn von seiner selbständigen Arbeit im Bahnhof fernzuhalten. Seine letzten Lebensmonate verbrachte er im Westfälischen Landeskrankenhaus Eickelborn. Anfang Januar 1992 benötigte er dringend eine stationäre Behandlung und wurde mangels Kapazitäten nach Soest verlegt, wo er vier Tage später verstarb.

## Flöten-Ewald-Denkmal
51° 40′ 16″ N, 8° 20′ 56,7″ O

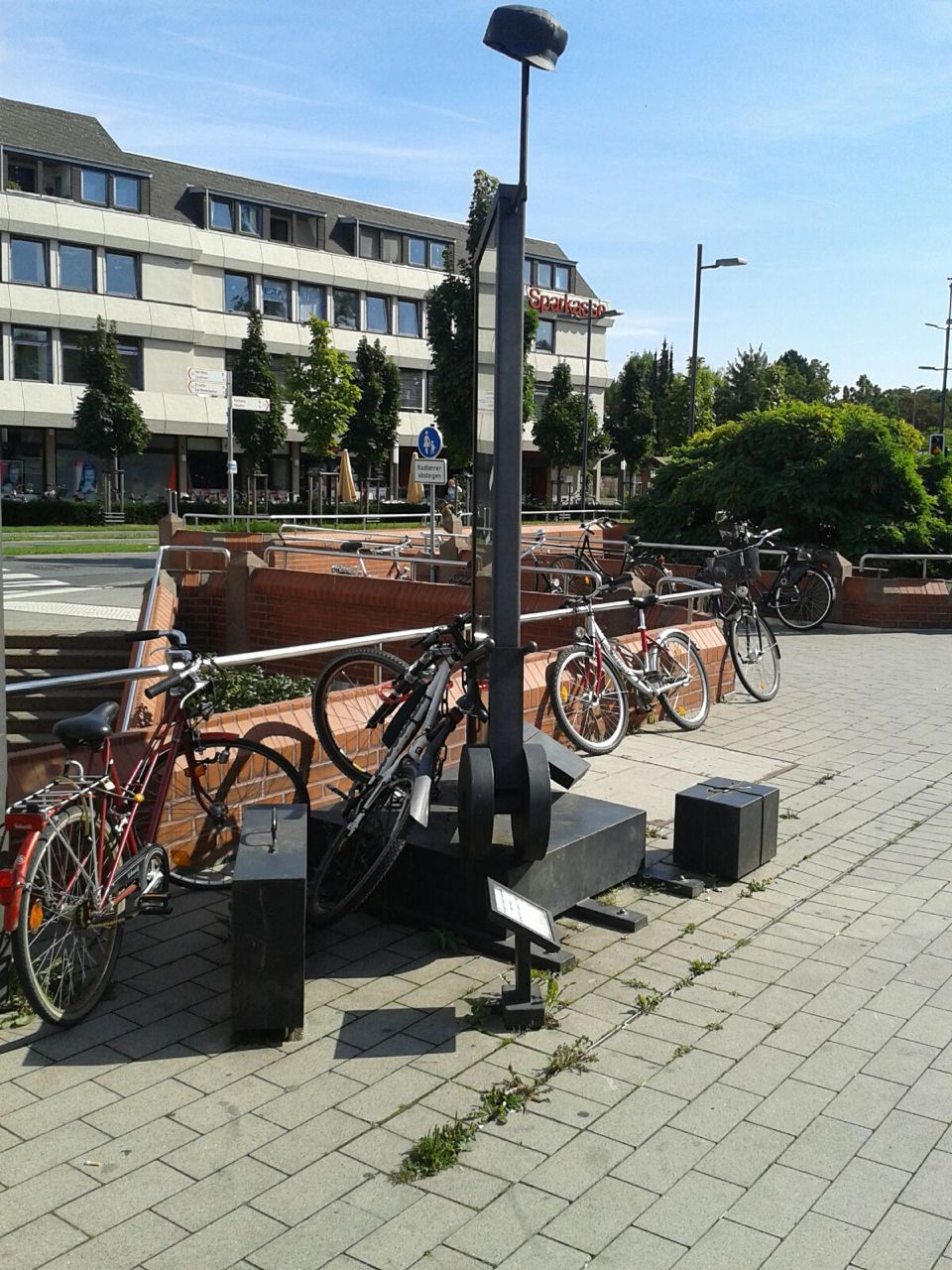
Das Flöten-Ewald-Denkmal

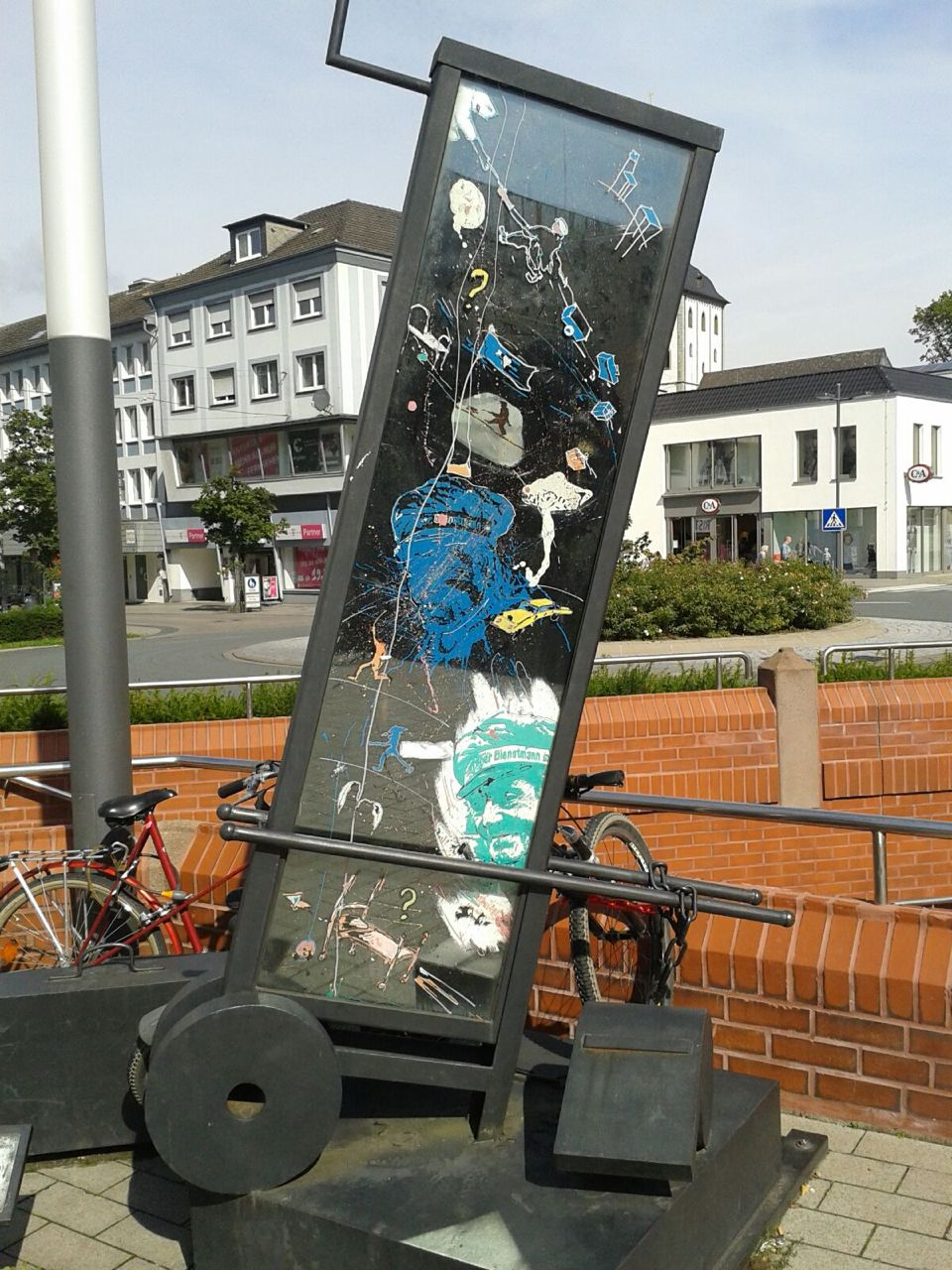
Das Flöten-Ewald-Denkmal

Die Stadt Lippstadt hat Ewald Mergemeier im Jahr 1994 mit einem vom Künstler Manfred Feith-Umbehr gefertigten Denkmal vor dem Bahnhof Lippstadt dauerhaft gewürdigt. Das aus Metall gefertigte Denkmal besteht aus einer symbolisierten Gepäckkarre auf einem Sockel, die mit einer etwa 2,5 m hohen Tafel beladen ist. Auf der Tafel ist beidseitig Flöten-Ewald abgebildet, jeweils mit künstlerisch dargestellten Szenen aus seinem Leben. Oberhalb der Tafel befindet sich auf einer Stange die Dienstmannsmütze. Auf dem Sockel liegt eine überdimensionierte Trillerpfeife, neben dem Sockel stehen ein Koffer und ein verschnürter Karton. Das Denkmal auf dem Bahnhofsvorplatz ist frei zugänglich und wird als Abstellplatz für Fahrräder missbraucht.
Die Inschrift auf der Erläuterungstafel lautet „hommage an ewald mergemeier / - flöten-ewald - / manfred feith-umbehr (1994)“. Die Tafel enthält in kleiner Schrift noch eine Danksagung an diverse Spender.

## Flöten-Ewald in der Literatur
Der über Lippstadt hinaus bekannte kunstpfeifende Dienstmann Flöten-Ewald ist mehrfach in der Literatur beschrieben worden:
- Edzard Schaper: Einer trage des andern Last: eine Elegie auf den letzten Gepäckträger. Verlag Die Arche, 1965.
- Willi Kröger: Dienstmann, Kunstpfeifer, Original. Heimatkalender des Kreises Soest, Jahrgang 1994, S. 74–76 (mit Abbildungen).
- Ingo Salmen: Zum Schwofen in die Badehose – Geschichten und Anekdoten aus Lippstadt. Wartberg Verlag, 2010.
- Michael Göring: Vor der Wand. Osburg Verlag, 2013.
- Franz-Paul Hammling: Lob der Handymasten / Von Fröschen und Menschen / Vom Wetter / Flöten-Ewald / Knut Panzer. Unveröffentlichtes Manuskript